# Hartpury
Hartpury – wieś w Anglii, w hrabstwie Gloucestershire, w dystrykcie Forest of Dean. Leży 8 km na północny zachód od miasta Gloucester i 157 km na zachód od Londynu.